# Anthony Shadid
Anthony Shadid, né le 26 septembre 1968 à Oklahoma City et mort le 16 février 2012 en Syrie, est un journaliste américain spécialiste du Proche-Orient.

## Biographie
La famille d'Anthony Shadid est originaire de Marjayoun, au Sud du Liban. Ses parents sont établis aux États-Unis depuis trois générations. Shadid grandit à Oklahoma City. En 1990, il obtient une licence (Bachelor of Arts) en science politique et journalisme de l'université du Wisconsin à Madison. Devenu adulte, il perfectionne son usage de la langue arabe,.
Anthony Shadid est recruté par l'agence Associated Press et occupe le poste de correspondant au Caire à partir de 1995. Spécialiste du Proche-Orient, il rejoint le Boston Globe en 2001, puis le Washington Post en 2003. À partir de décembre 2009, il travaille pour le New York Times. Il est chef de bureau à Bagdad, puis à Beyrouth. En 2002, il est blessé à l'épaule par un tir alors qu'il travaille à Ramallah en Cisjordanie,.
Le 15 mars 2011, il est enlevé en Libye, trois semaines après l’insurrection populaire en même temps que ses confrères Tyler Hicks, Lynsey Addario et Stephen Farrell par les troupes de Kadhafi, puis ils sont libérés quelques jours plus tard, après avoir subi des sévices.
Il couvre la révolte syrienne et les évènements du printemps arabe pour le New York Times. Le 16 février 2012, alors qu'il passe clandestinement la frontière syrienne, il souffre d'une crise d'asthme qui entraîne sa mort.

## Récompenses
Durant sa carrière au Post, Anthony Shadid remporte par deux fois le prix Pulitzer dans la catégorie « reportage international » pour ses reportages sur la guerre d'Irak. Le prix George-Polk lui est attribué en 2003. En février 2012, le jury lui décerne un prix spécial à titre posthume,.
Il est l'auteur de trois ouvrages consacrés au Proche-Orient. Le prix Ridenhour est attribué en 2006 à Night Draws Near: Iraq's People in the Shadow of America's War. En 2012, House of Stone: A Memoir of Home, Family, and a Lost Middle East est finaliste du National Book Award dans la catégorie non fiction.

## Œuvres
- (en) House of Stone : A Memoir of Home, Family, and a Lost Middle East, Houghton Mifflin Harcourt, 2012, 311 p. (ISBN 978-0-547-13466-6)
- (en) Night Draws Near : Iraq's People in the Shadow of America's War, Henry Holt & Company, 2005, 424 p. (ISBN 978-0-8050-7602-8)
- (en) Legacy of the Prophet : Despots, Democrats and the New Politics of Islam, Westview Press, 2001, 340 p. (ISBN 978-0-8133-3779-1)